# Městská autobusová doprava v Ostravě

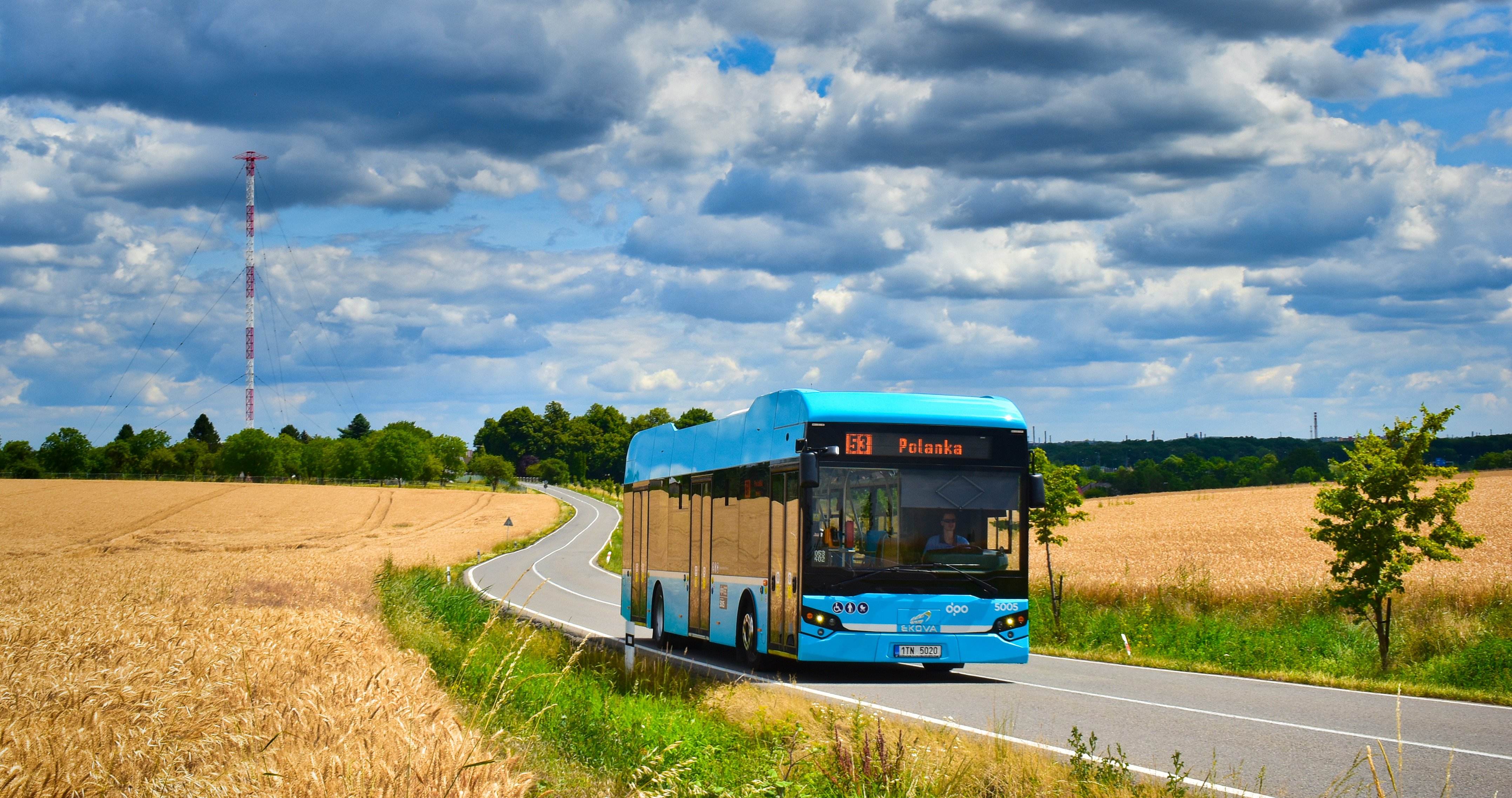
Elektrobus Ekova Elektron 12 mezi zastávkami Svinov vysílač a Přemyšov

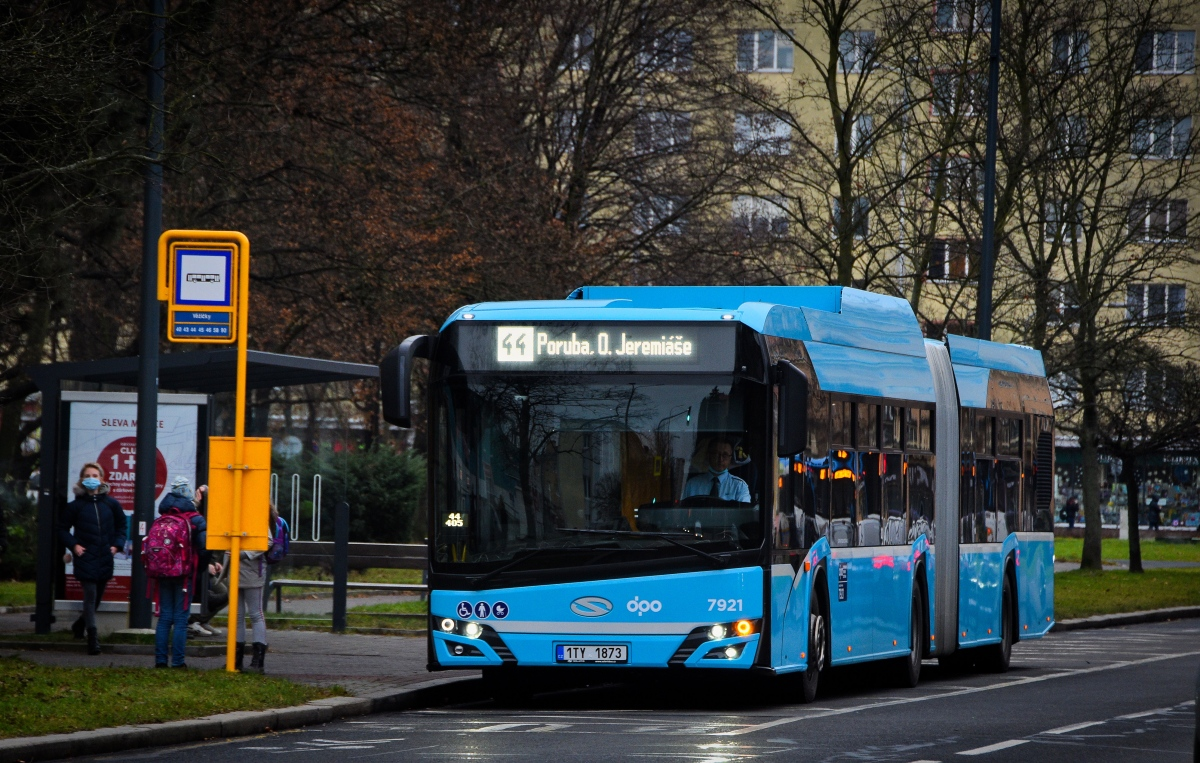
Článkový autobus Solaris Urbino IV 18 CNG s bílými panely

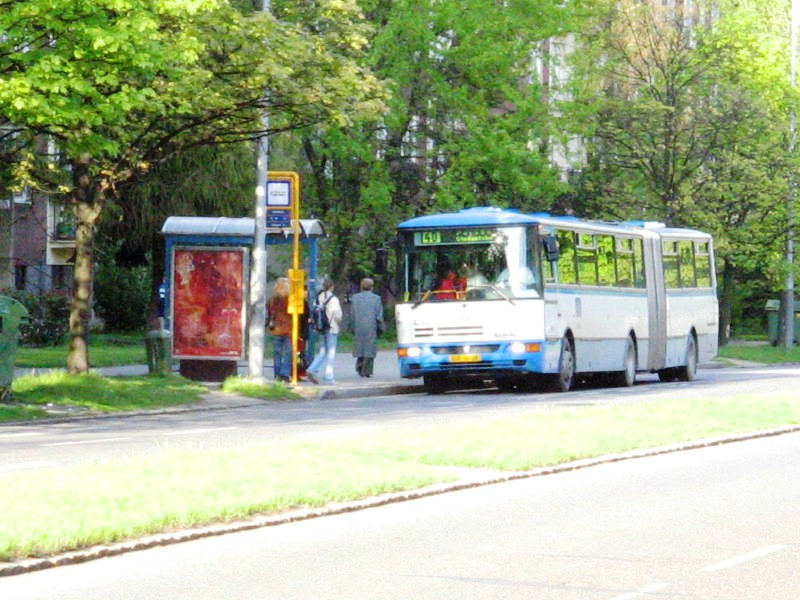
Kloubový autobus Karosa B 941 v Ostravě-Porubě

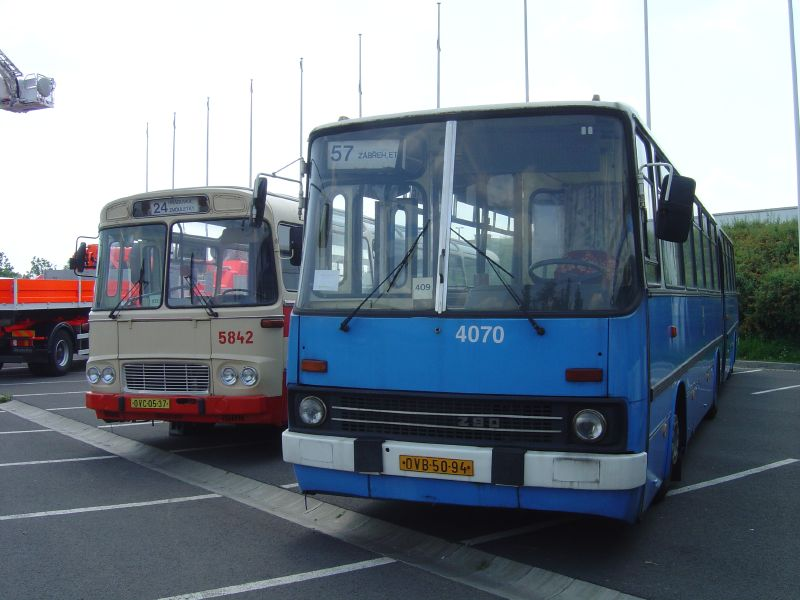
Ostravské historické autobusy Karosa ŠM 11 a Ikarus 280

V krajském městě Ostrava začal provoz první linky městské autobusové dopravy v roce 1930. Současným provozovatelem je Dopravní podnik Ostrava a.s., doprava je začleněna do Ostravského dopravního integrovaného systému. V současné době je součástí městské sítě kolem 60 autobusových linek, které jsou číslovány 20 až 99 a které jsou vypravovány ze dvou garáží – Poruba (společný areál s tramvajovou vozovnou) a Hranečník.

## Období před zahájením provozu
Potřeba provozu autobusů se odvíjela od výstavby městské tramvajové sítě, která od začátku (rok 1894) byla parní, později byla elektrifikována. První trať propojila nádraží Severní dráhy císaře Ferdinanda v Přívoze s Vítkovicemi. Stále ale zůstal úsek, kde tramvajová dráha značně chyběla a to hlavně ve spojení přívozského nádraží s centrálním náměstím (náměstí Františka Josefa, dnes Masarykovo náměstí). Tramvaje sice tohoto cíle dosáhly o dva roku později, ale pouze nevýznamnou odbočkou z místního nádraží, přibližně v místě dnešního hotelu Palace). Přímé spojení náměstí s nádražím v té době neexistovalo.
Na konci 19. století byla Nádražní třída hlavní osou Moravské Ostravy, navíc v roce 1928 byla trať k nádraží v Přívoze zdvojkolejněna. Centrální náměstí v těch letech bylo podstatně pozadu a zůstávalo prakticky bez dopravního ruchu. V první třetině 20. století se začala Nádražní třída přeplňovat a lidé hledali další místo pro své stavby. V roce 1929 muselo stavebnímu rozmachu ustoupit místní nádraží se starou vozovnou tramvají. Lidé nakonec našli solidní třídu pro svá sídla. Tou se stala rodící se Sokolská třída, která propojila centrum (most Miloše Sýkory) s Přívozem. Významná třída s právě dokončovanou Novou radnici chtěla získat dobré napojení na tramvajovou síť. Návrhy na zřízení tramvajové trati neuspěly, takže se začalo přemýšlet o méně kapacitním dopravním prostředku – autobusu.

## První linka aprvní vozidla
První autobusovou linku v Ostravě začala provozovat Společnost moravských místních drah (SMMD), která už měla zkušenosti s tramvajovou dopravou. První autobusová linka byla trasována z Masarykova náměstí přes Přívoz k chemické továrně. Zkušební provoz bez cestujících začal 14. dubna 1930, veřejná doprava byla zahájena o 12 dnů později. Prvními vozidly se staly dvě Tatry 23/4 a jedna Praga ND. Ta byla po roce pro vysokou spotřebu prodána a nahrazena dvěma autobusy Tatra 27.

## Další rozmach autobusů
Linka byla posléze prodloužena na Smetanovo náměstí, kde vznikl přestupní uzel na úzkorozchodnou tramvaj do Karviné. Dlouhá léta bylo Smetanovo náměstí výchozí bod pro všechny autobusové linky. Od téhož data začaly autobusy místo chemické továrny obsluhovat Petřkovický most a přilehlé Petřkovice. Po krátké období autobusy zajížděly dokonce k petřkovické četnici, kde byl výhodný přestup na vlak do Opavy. Po zásahu ministerstva pošt byl úsek od mostu k četnici zrušen. Autobusy k mostu se staly po 20 let nejvytíženější tratí a po 20 letech byl úsek Kino Svoboda (dnešní Muglinovská) – Petřkovice nádraží nahrazen tramvají (ta byla později prodloužena až do Hlučína). Až v roce 1933 byla zavedena linka Masarykovo náměstí – Nádraží Přívoz, která sloužila jako posila tramvajím a navazovala jen na nějaké rychlíky, linka vypadala spíš jako omnibus než jako autobusová linka. 
V průběhu první republiky se SMMD snažily zavést autobusy i do vzdálenějších obcí. Plán byl sice zmařen, ale přesto vznikly dvě nové tratě, konkrétně linka spojující centrum s nádražím Ostrava střed a druhá z Denisova náměstí do mariánskohorských dusíkáren. V roce 1937 přibyla také linka od Nové radnice přes centrum na nádraží Ostrava střed. 
Vozový park byl posílen o další Tatru 27 v roce 1935. O dva roky později SMMD pořídila ojetý vůz Škoda 151. V roce 1938 a 1939 byly pořízeny čtyři vozy Tatra určené pro zájezdovou dopravu. Ostravské autobusy byly po léta malý autobusovým provozem, neboť měly jen šest vozů pro městskou a dva pro zájezdovou dopravu.

## Období preference autobusů

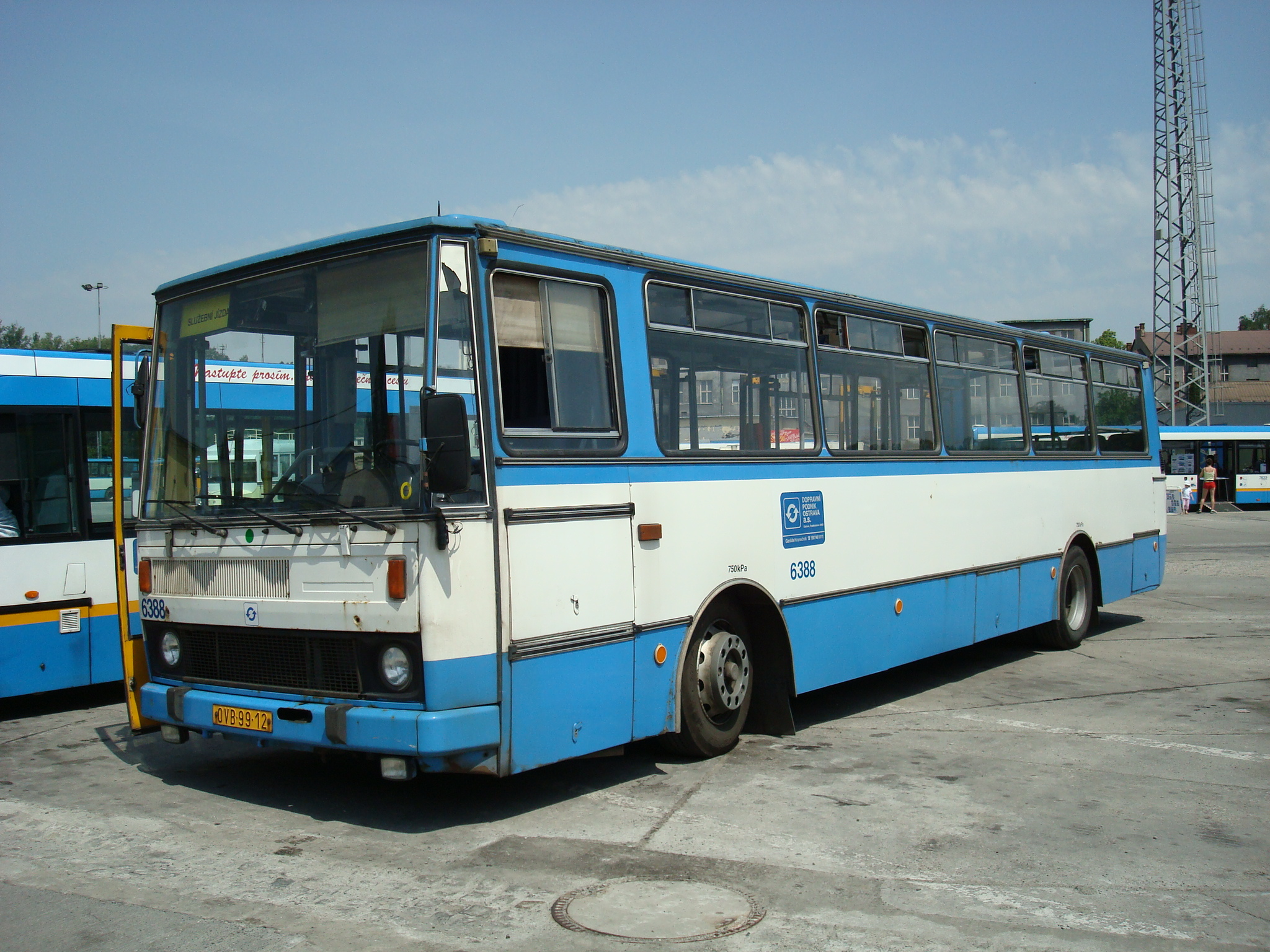
Ostravský autobus Karosa B 732

Koncem 60. let se autobusy začaly výrazně podílet na veřejné dopravě. Vozily lidi denně do hutních závodů a dolů, které tomuto regionu dodávaly obživu. Po dlouhá léta do Československa dodávala autobusy dominantní firma Karosa. V 70. letech začala také dodávat své kloubové autobusy maďarská firma Ikarus. U Karosy to byly značky Škoda 706 RO, později Škoda 706 RTO a Karosa ŠM 11, u Ikarusu se jednalo o typ 280.

## Nová generace autobusů

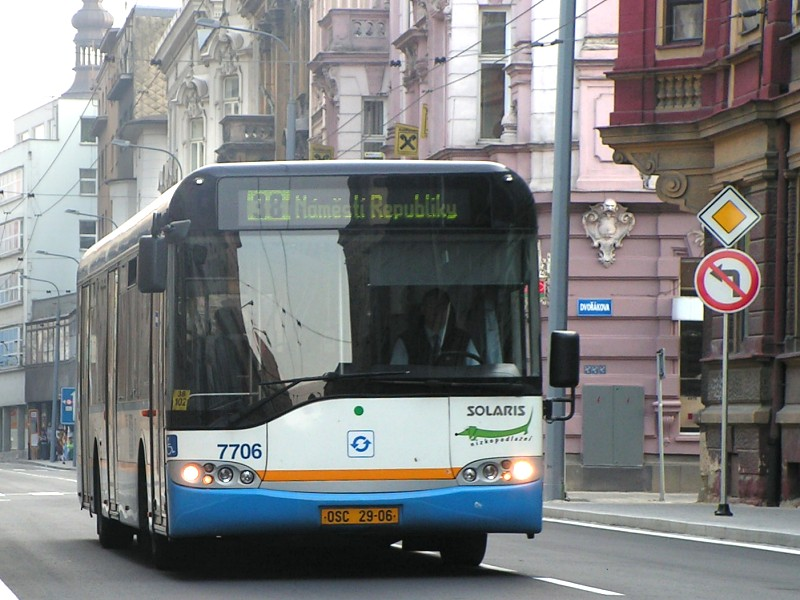
Nízkopodlažní autobus Solaris Urbino 12

V roce 1990 se začaly autobusy „oblékat“ do městských barev (modrá, žlutá a bílá) a na počátku 21. století začala autobusy pro Ostravu dodávat také polská firma Solaris. Autobusy jsou nyní nezbytnou součástí dopravy v Ostravě.
V roce 2015 byl v Ostravě spuštěn provoz celkem 105 CNG autobusů značky Solaris - z toho 90 autobusů v délce 12 metrů a 15 kloubových autobusů v délce 18 metrů. První dodané CNG autobusy byly zařazeny do provozu 6. října 2015 a 10. října byl zahájen jejich oficiální provoz. 
V roce 2018 došlo ke změně nátěru vozidel MHD i služebních vozidel. Nová firemní barva je světle modrá až tyrkysová. Barvu doplňuje stříbrný proužek pod okny a černé rámy oken. Nový lak obdržely nové mini-elektrobusy a nové minibusy na CNG.  
Od září 2018 do května 2019 byly do Ostravy dodány nové autobusy typu Solaris Urbino 18 a Solaris Urbino 12 s karoserií IV. generace. Tyto vozy jsou vybaveny celovozovou klimatizací a pohonem na zemní plyn.
Začátkem srpna 2020 dorazily do Ostravy 2 dvoupatrové autobusy Scania Unvi Urbis DD CNG určené pro linku 88 z Dolní oblasti Vítkovic do zoo. Vozy zamířily po dodávce do servisu Scanie v Paskově na dovybavení a homologaci. Do provozu byly zařazeny 2. listopadu 2020 na expresní lince č. 78.
V březnu 2022 byla zahájena dodávka 24 elektrobusů Solaris Urbino 12 Electric s ultrarychlým nabíjením. S dodávkou vozů jsou též prováděny stavby nabíjecích stanic v prostoru terminálu Hranečník a odstavné plochy na ulici Valchařská. Úpravou projde i stávající stanice ve Svinově. Vozy jsou určené pro obsluhu městských částí a měst Radvanice, Bartovice, Šenov, Václavovice, Rychvald, Petřvald, Petřkovice, Ludgeřovice, Šilheřovice, Hlučín, Darkovičky, Klimkovice, Polanka a Plesná.

## Vozový park
| Snímek | Typ               | Podtypy a modifikace                                                 | Roky dodávek | Počet (k 28. 10. 2024) |
| ------ | ----------------- | -------------------------------------------------------------------- | ------------ | ---------------------- |
|        | Solaris Urbino 12 | Solaris Urbino 12, Solaris Urbino 12 CNG, Solaris Urbino 12 Electric | 2011–2022    | 214                    |
|        | Solaris Urbino 18 | Solaris Urbino 18, Solaris Urbino 18 CNG                             | 2009–2020    | 65                     |
|        | Solaris Urbino 10 | Solaris Urbino 10                                                    | 2012–2013    | 4                      |
|        | Ekova Electron 12 | Ekova Electron 12                                                    | 2018         | 3                      |
|        | Rošero First      | Rošero First FCLLI, Rošero First FCLEI CNG                           | 2018–2021    | 5                      |
|        | Dekstra           | Dekstra LE37 CNG                                                     | 2018–2019    | 7                      |
|        | Unvi Urbis DD     | Unvi Urbis 2.5 DD CNG                                                | 2020         | 2                      |

### Již vyřazené autobusy
- Karosa-Ikarus 366
- Karosa ŠL 11
- Karosa ŠD 11
- Karosa LC 735 (nezařazen do pravidelného provozu)
- Karosa LC 936 (nezařazen do pravidelného provozu, provoz ukončen v dubnu 2004)
- Karosa C 744 (provoz ukončen 17. března 2004)
- Karosa C 734 (nezařazen do pravidelného provozu, provoz ukončen v roce 2005)
- Škoda 21Ab (provoz ukončen 12. prosince 2008)
- Karosa B 741 (provoz ukončen 9. října 2012)
- Karosa B 732 (provoz ukončen 1. listopadu 2012)
- Renault Citybus 12M (provoz ukončen v listopadu 2015)
- Karosa B 932 (poslední vůz vyřazen v srpnu 2018)
- Karosa C 954 (provoz ukončen v roce 2019)
- Karosa B 952 (v osobní dopravě skončily v září 2019, jako autoškola dosloužily v roce 2021)
- Mercedes-Benz Sprinter 411 CDI NP
- Karosa B 961 (provoz ukončen 2. listopadu 2020)
- Karosa B 941 (provoz ukončen 7. listopadu 2020)
- Solaris Urbino 15 (provoz ukončen v prosinci 2020)
- Irisbus Citelis 12M (provoz ukončen 8. dubna 2021)
- Mave CiBus ENA (provoz ukončen 9. srpna 2021)
- SOR EBN 10,5 (odstaveny od července 2021)
- Solaris Urbino 10 (odstaveny od prosince 2022, v druhé polovině roku 2024 část vozů navrácena do provozu)

### Historické autobusy
- Praga RND (ev. č. 28, rok výroby 1948)
- Škoda 706 RO (ev. č. 90, rok výroby 1953)
- Škoda 706 RTO (ev. č. 247, rok výroby 1966)
- Karosa ŠM 11 (ev. č. 5842, rok výroby 1981)
- Karosa B 731 (ev. č. 6160, rok výroby 1986)
- Ikarus 280 (ev. č. 4070, rok výroby 1988)
- Irisbus Citybus 12M (ev. č. 7008, rok výroby 1998)
- Solaris Urbino 15 (ev. č. 7601, rok výroby 2000)
- Karosa B 941E (ev. č. 4285, rok výroby 2000)
- Karosa B 952E (ev. č. 6563, rok výroby 2006)
- Mave CiBus ENA (ev. č. 7302, rok výroby 2008)
- SOR EBN 10,5 (ev. č. 5001, rok výroby 2010)
- přívěs Karosa B 40 (ev. č. 141, rok výroby 1959)
- přívěs Jelcz PO-1 E (ev. č. 1227, rok výroby 1974)